# 7. Division (Japanisches Kaiserreich)
Die 7. Division (jap. 第7師団, Dai-nana Shidan) war eine Division des Kaiserlich Japanischen Heeres, die von 1896 bis 1945 bestand.

## Allgemeine Daten
Die 7. Division war die erste neu gegründete Division, nachdem 1888 auf Empfehlung des preußischen Militärberaters Jakob Meckel die ersten Divisionen des Kaiserlich Japanischen Heeres aus den seit 1871 bestehenden sechs regionalen Kommandos gebildet worden waren. Zuständig für Hokkaidō lag das Hauptquartier der ca. 15.000 Mann starken Division in Asahikawa, wo sie im September 1945 aufgelöst wurde.

## Geschichte der Einheit

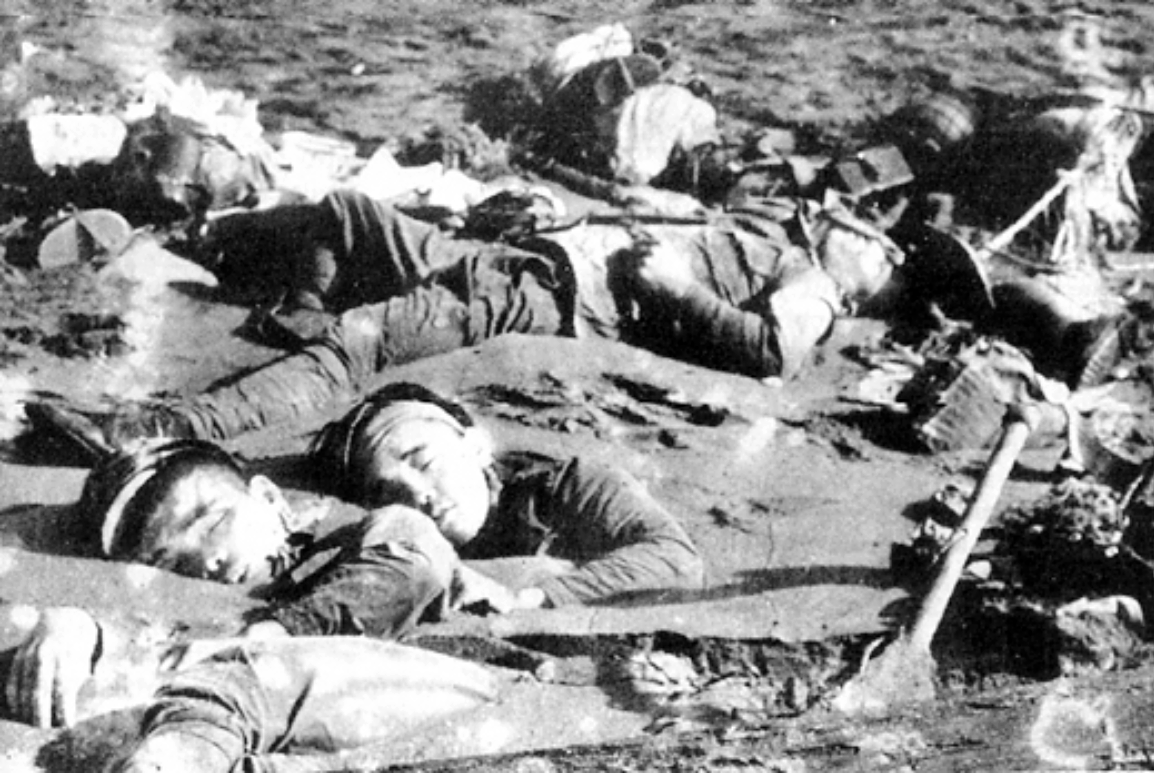
Gefallene japanische Soldaten von Oberst Ichikis Regiment, die durch die Flut halbbegraben unter Sand liegen.

Im Mai 1896 wurde sie als Karree-Division aus der 13. Brigade (25. und 26. Infanterie-Regiment) und 14. Brigade (27. und 28. Infanterie-Regiment), dem 7. Kavallerie-Regiment und dem 7. Artillerie-Regiment aufgestellt.
Während des Russisch-Japanischen Krieges 1904–1905 unterstand sie anfangs der 3. Armee unter dem Kommando von Generalleutnant Ōsako Naotoshi, mit dem sie erst Ende 1904 in die Belagerung von Port Arthur eingriff. Nach dem siegreichen Ende der Belagerung marschierte die 7. Division schnellstmöglich nach Mukden, um in der letzten großen Schlacht des Krieges, der Schlacht von Mukden teilzunehmen.
Von 1918 bis 1922 war die 7. Division an der Sibirischen Intervention beteiligt. Sie war Teil der Entente-Mächte, die die Weiße Armee im Russischen Bürgerkrieg gegen die bolschewistische Rote Armee unterstützten. Im Zuge der Operation wurden alle Häfen und größeren Städte in der russischen Provinz Primorje und Ostsibirien besetzt. Angesichts des Rückzuges ihrer Alliierten und der hohen Kosten zogen sich die japanischen Soldaten im Oktober 1922 ebenfalls zurück.
1939 war die 7. Division am für Japan desaströsen Nomonhan-Zwischenfall beteiligt. 1940 wurde die Division in eine Triangulare Division mit drei Regimentern umgewandelt.
Im Pazifikkrieg war das 28. Regiment der Division unter dem Befehl von Oberst Ichiki Kiyonao für die Invasion Midways vorgesehen. Durch die japanische Niederlage in der Schlacht um Midway wurde das Regiment jedoch nach Guadalcanal umgeleitet, wo es während der Schlacht um Guadalcanal nahezu vernichtet wurde. Von den 2500 Soldaten des 28. Regiments kehrten lediglich 140 Mann nach Japan zurück.
Die Division verblieb bis Kriegsende auf Hokkaidō, war dort der 5. Regionalarmee unterstellt und wurde im September 1945 auf Hokkaidō aufgelöst.

## Gliederung

### 1896
- 13. Brigade
  - 25. Infanterie-Regiment
  - 26. Infanterie-Regiment
- 14. Brigade
  - 27. Infanterie-Regiment
  - 28. Infanterie-Regiment
- 7. Kavallerie-Regiment
- 7. Artillerie-Regiment

### Zu Kriegsende 1945
- 26. Infanterie-Regiment
- 27. Infanterie-Regiment
- 28. Infanterie-Regiment
- 7. Kavallerie-Regiment
- 7. Feldartillerie-Regiment
- 7. Pionier-Regiment
- 7. Transport-Regiment

## Führung
Divisionskommandeure
- Nagayama Takeshiro, Generalmajor: 12. Mai 1896 – 25. April 1900
- Ōsako Naotoshi, Naoharu, Generalleutnant: 25. April 1900 – 6. Juli 1906
- Ueda Arisawa, Generalleutnant: 6. Juli 1906 – 21. Dezember 1908
- Uehara Yusaku, Generalleutnant: 21. Dezember 1908 – 6. September 1911
- Hayashi Taichiro, Generalleutnant: 6. September 1911 – 11. Mai 1914
- Utsunomiya Taro, Generalleutnant: 11. Mai 1914 – 18. August 1916
- Fujii Saiwaitsuchi, Generalleutnant: 18. August 1916 – 25. November 1919
- Naiya Tatsujiro, Generalleutnant: 25. November 1919 – 6. August 1923
- Kunischi Gonana, Generalleutnant: 6. August 1923 – 2. März 1926
- Watanabe Jōtarō, Generalleutnant: 2. März 1926 – 14. März 1929
- Arai Kametaro, Generalleutnant: 16. März 1929 – 1. August 1931
- Sato Nenosuke, Generalleutnant: 1. August 1931 – 1. August 1933
- Sugihara Miyotaro, Generalleutnant: 1. August 1933 – 1. August 1935
- Usami Kyoya, Generalleutnant: 1. August 1935 – 23. März 1936
- Mike Kazuo, Generalleutnant: 23. März 1936 – 2. August 1937
- Sonobe Waichiro, Generalleutnant: 2. August 1937 – 1. August 1939
- Kunisaki Noboru, Generalleutnant: 1. August 1939 – 6. November 1941
- Koito Koichi, Generalleutnant: 6. November 1941 – September 1945